# Kesib
Kesib (hebräisch אַכְזִיב Achsīv, auch כְּזִיב Kəsīv, Chesib oder Chasbi) war ein Ort in der Schfelah im Stammesgebiet von Juda, der im Alten Testament erwähnt wird.
In Gen 38,5  gebiert die Tochter des Schua, die Frau des Juda hier ihre Söhne Er, Onan und Schela. Jos 15,44  und Mi 1,14  kennen Kesib in der Form Aksib (mit prosthetischem Aleph). Weitere biblische Belege gibt es nicht.